# MTO-1000
MTO-1000 – rosyjski obiektyw o dużej ogniskowej (1.1 m = 1100 mm) oraz małej światłosile (wynosi 10.5). Mający zastosowania w astronomii. Można podłączyć do niego aparat jak i okular, przez co obiektyw staje się teleskopem. Pomimo że obiektyw ten jest już "eksponatem muzealnym", z powodzeniem można go stosować z nowymi lustrzankami cyfrowymi po zastosowaniu odpowiednich adapterów, a przy zastosowaniu dandelionu można korzystać z opcji potwierdzenia ostrości aparatu.